# Toyota Aygo
Toyota Aygo je mali gradski automobil predstavljen 2005. godine, a platformu dijeli s modelima Citroën C1 i Peugeot 107, te je zajedno s njima prvi projekt u novonastaloj suradnji PSA Grupe i Toyote.
Aygo je dostupan s troja ili petora vrata, a zajedno s Citroënovim i Peugeotovim modelom proizvodi se u gradu Kolinu u Češkoj s planiranom godišnjom proizvodnjom od 100,000 primjeraka. Pokreće ga 1-litreni benzinski motor sa 68 KS dok će se početkom 2006. u ponudu uvrstiti i 1.4-litreni dizelaš s 54 KS.

## Modeli
- Aygo
- Aygo City
- Aygo Club
- Aygo Cool (03/2006)
- Aygo Black (06/2006)
- Aygo CKin2U (09/2007)